# Israelisches Nordkommando
Das Nordkommando (hebräisch פִּקּוּד צָפֹון Piqqūd Zafōn) ist eines der drei Regionalkommandos der Israelischen Streitkräfte und neben der Kontrolle des Nordabschnitts des Landes für den Schutz der Grenzen zu Syrien und Libanon zuständig.

## Geschichte
Während des Sechstagekriegs 1967 und des Jom-Kippur-Kriegs 1973 war das Kommando Nord für die Führung der Operationen gegen die syrischen Truppen auf den Golanhöhen und an der libanesischen Grenze verantwortlich. In den 1970er und 1980er Jahren war es vor allem mit Angriffen der PLO konfrontiert, die seit dem Schwarzen September 1970 ihre Operationsbasis in den (Süd-)Libanon verlegt hatte. Nach dem Libanon-Feldzug 1982 war das Kommando Nord zunehmend mit Operationen gegen die Terrororganisation Hisbollah beschäftigt. Im Jahr 2000 vollzog das Kommando Nord den Abzug sämtlicher israelischen Truppen aus der Sicherheitszone im Südlibanon und bezog neue Stellungen entlang der von der UNO festgelegten Blauen Linie. Trotz des Rückzugs aus den besetzten Gebieten kommt es weiterhin zu Angriffen der Hisbollah auf Einheiten des Kommandos Nord, vor allem am Berg Dov, einem Teil des Chermon-Gebirges, der 1967 von Israel besetzt wurde und der von der Hisbollah als libanesisches Gebiet beansprucht wird.

## Unterstellte Verbände 2023

Nordkommando Organisation 2023

Die Verbände des Nordkommandos sind vom Hermon im Norden bis nach Netanja im Süden stationiert, mit einem Schwerpunkt in Galiläa und auf den Golanhöhen. Seit 2022 ist Generalmajor (Aluf) Ori Gordin Kommandeur des Nordkommandos. Er ist der Nachfolger von Aluf Amir Baram, der 2019 Kommandeur wurde.
- Nordkommando, in Safed
  -   36. Division "Gaʿasch"
    -  1. Infanteriebrigade "Golani"
    -  6. Infanteriebrigade "Etzioni" (Reserve)
    -  7. Panzerbrigade "Saʿar me-Golan"
    -  188. Panzerbrigade "Barak"
    -  282. Artilleriebrigade "Golan"

  -   91. Division "haGalil" (Territoriale Division)
    -  3. Infanteriebrigade "Alexandroni" (Reserve)
    -  8. Panzerbrigade (Reserve)
    -  300. Territoriale Brigade "Barʿam" – Westlicher Sektor der Israelisch-Libanesischen Grenze
    -  769. Territoriale Brigade "Chiram" – Östlicher Sektor der Israelisch-Libanesischen Grenze
    -  7338. Artilleriebrigade (Reserve)

  -   146. Division "Ha-Mapatz" (Reserve)
    -  2. Infanteriebrigade "Carmeli" (Reserve)
    -  4. Panzerbrigade "Kiryati" (Reserve)
    -  205. Panzerbrigade (Reserve)
    -  226. Fallschirmjäger Brigade (Reserve)
    -  228. Infanteriebrigade "Bislamach" (Reserve)
    -  213. Artilleriebrigade (Reserve)

  -   210. Division "Baschan" (Territoriale Division)
    -  9. Infanteriebrigade "Oded" (Reserve)
    -  434. Panzerbrigade (Reserve)
    -  474. Territoriale Brigade "Golan" – Golan Sektor
    -  810. Territoriale Brigade "Chermon" – Chermon Sektor
    -  209. Artilleriebrigade "Kidon" (Reserve)

  -  Nordkommando Fernmeldebataillon
  -  Nordkommando Pionier Einheit
  -  Nordkommando Aufklärungseinheit
  -  Nordkommando Militärpolizei Einheit 390
  -  Nordkommando Medizin Einheit
  -  Nordkommando Reparatur Einheit 651
  -  Nordkommando Training Basis "Eliakim"
  -  5001. Logistik Einheit "Nord Golan"
  -  5002. Logistik Einheit "Libanon"
  -  5003. Logistik Einheit "Süd Golan"